# Wełny (Żdżary)
Wełny – kolonia wsi Żdżary w Polsce, położona w województwie łódzkim, w powiecie wieruszowskim, w gminie Bolesławiec.
W latach 1975–1998 miejscowość należała administracyjnie do województwa kaliskiego.
Przed 2023 r. miejscowość była miejscowością podstawową typu osada leśna.